# 창녕옥야고등학교
창녕옥야고등학교(昌寧沃野高等學校)는 대한민국 경상남도 창녕군 이방면 장천리에 있는 사립 고등학교이다.

## 학교 연혁
- 1949년 9월 5일 : 장천고등공민학교 개교
- 1952년 2월 23일 : 재단법인 옥야학원 인가
- 1967년 10월 5일 : 옥야상업고등학교 설립 인가(3학급)
- 1984년 7월 11일 : 옥야종합고등학교로 교명 변경
- 1990년 5월 15일 : 현대식기숙사 2층 1동 준공(33실)
- 1992년 9월 8일 : 교직원APT 및 여기숙사 3층 1동 준공
- 1992년 12월 26일 : 본관교사 개축 완공(17.5실)
- 1999년 3월 1일 : 옥야고등학교로 교명 변경
- 2003년 5월 28일 : 체육관(시청각실) 및 급식소 준공
- 2005년 6월 21일 : 일반계고등학교로 전환(학과 개편)
- 2006년 1월 11일 : 제4대 이사장 최주희 취임
- 2006년 3월 1일 : 창녕옥야고등학교(昌寧沃野高等學校)로 교명 변경
- 2008년 12월 30일 : 원룸형 기숙사 생활관 4층 1동 준공(32실)
- 2010년 6월 14일 : 교육과학기술부 교과교실제 A형 운영학교 선정
- 2014년 1월 30일 : 기숙사 생활관 4층 1동 준공(24실)
- 2019년 3월 1일 : 경상남도 교육청 고교학점제 선도학교 지정
- 2020년 3월 1일 : 제8대 교장 안병욱 취임
- 2022년 3월 1일 : 학교 공간 혁신 사업 학습카페 조성(본관 2층)
- 2022년 12월 6일 : 남학생 기숙사 4층 1동 준공(32실)
- 2023년 2월 7일 : 제53회 졸업식 거행(졸업생 90명, 총 졸업생수 6,110명)
- 2023년 3월 1일 : 경상남도 교육청 자율학교 재지정( ~ 2026.02.28.)

## 참고 자료
- 창녕옥야고등학교 - 한국교육학술정보원 학교알리미